# Maruja Santullo
Maruja Santullo (1922-1993) fue una actriz de teatro uruguaya nacida en Argentina, considerada una de las cuatro Grandes Damas de la Comedia Nacional Uruguaya junto a China Zorrilla, Estela Medina y Estela Castro.

## Biografía
Hija de actores, debutó en radio en 1936 en un radioteatro donde conoce al que será su esposo, el actor Enrique Guarnero. Trabajó luego en las compañías de Humberto Nazzari y Carlos Brussa.
Se integra a la Comedia Nacional Uruguaya en 1948 con En familia de Florencio Sánchez, destacándose luego en Locos de verano y La Celestina como "Elicia" con la dirección de Margarita Xirgu con quien actúa en Bodas de sangre de Federico García Lorca junto a Guarnero y China Zorrilla en 1952.
Fue dirigida en la Comedia Nacional en seis ocasiones por Armando Discépolo y Orestes Caviglia
Encarnó a la  reina Isabel I de Inglaterra en María Estuardo protagonizada por Estela Medina.
En 1971 ganó el Premio Florencio por su actuación en El asesinato de la enfermera George. Fue galardonada con el Premio Candelabro de Oro otorgado por la B'nai B'rith Uruguay.
Se recuerda particularmente su intervención en la pieza de Jacobo Langsner, Un agujero en la pared en 1973 y en 1990 como Hécuba en Las troyanas de Eurípides dirigida por Eduardo Schinca por el que también recibió un Premio Florencio.
A los setenta años de edad por disposiciones vigentes debió jubilarse de la Comedia Nacional.
Fue directora de la Escuela Multidisciplinaria de Arte Dramático Margarita Xirgú.